# Sachsenhausen (Gilserberg)
Sachsenhausen (ⓘ) ist ein Ortsteil der Gemeinde Gilserberg im nordhessischen Schwalm-Eder-Kreis.

## Geographische Lage
Der Ortsteil liegt langgezogen in einem Talkessel, umgeben von kleineren Erhebungen, westlich von
Treysa und südöstlich von Gilserberg. Mehrere Seitentäler und bewaldete Höhen (bis zu 400 m über NN) geben dem Ort einen gewissen Reiz. Die Ortslage bewegt sich zwischen 300 und 340 m über NN. Zahlreiche Quellen in den Seitentälern, der Wasserlauf der Katzbach, der Fischbach sowie der Wärmelsbach sorgen entlang der Landesstraße 3155 für reichlich Wasser.

## Geschichte
Historische Namen
- Sassenhusen 1224 [XVII] und 1233 (Klosterarchiv V Nr. 31 bzw. 72)
- beide Sassinhusen (Ober- und Unterdorf) (1368) (Urkunden Grafschaft Ziegenhain)
- Sachsenhausen (1776).

Ortsgeschichte
Die älteste bekannte schriftliche Erwähnung von Sachsenhausen erfolgte unter dem Namen Sassenhusen im Jahr 1224, bei einem Tausch des Erzstift Mainz mit dem Kloster Haina gegen Einkünfte des Klosters in Niederofleiden und Haarhausen. 1233 vertauschte das Kloster Haina mit den Grafen von Ziegenhain das gesamte Eigentumsrecht im Dorf Sachsenhausen, ausgenommen das Waldrecht der Bauern. Etwa um 1240 bestätigten Burkhard IV. Kurzhand von Querfurt, Burggraf von Magdeburg, und seine Frau Sophie dem Kloster Haina, dass Sophies Vater, Graf Friedrich von Wildungen, mit Zustimmung seiner Erben dem Kloster Haina Güter im Dorf Sachsenhausen übergeben habe. 1300 vermachte die Familie des Neustädter Bürgers Ludwig genannt Hane ihre sämtlichen Eigengüter in Dorf und Gemarkung Sachsenhausen dem Kloster Haina. In Urkunden der Grafschaft Ziegenhain wird der Ort dann 1368 als Sassinhusen erwähnt.  Er gehörte zum neu gegründeten Ziegenhainer Amt Schönstein. 1374 verlieh das Kloster Haina seine beiden Güter in Sachsenhausen zu Landsiedelrecht an einen Wigand Bornmann und dessen Erben.
1450 kam das Dorf mit der gesamten Grafschaft Ziegenhain an die Landgrafschaft Hessen. 1576 waren der Rottzehnte sowie 11 halbe Hufen in Sachsenhausen landgräflich. Um 1585 stand der Zehnte zu Sachsenhausen den Herren von Urff und von Gilsa je zur Hälfte zu. Das ehemalige Unterdorf verschwand als Siedlung schon lange vor dem Dreißigjährigen Krieg; die Bewohner waren zu ihrem eigenen Schutz in das Oberdorf gezogen. Dort wurde auch die erste Kirche erbaut. Im Jahr 1543 wird erstmals ein protestantischer Pfarrer, ein Johann Lotze, genannt.
Zum 31. Dezember 1971 fusionierten im Zuge der Gebietsreform in Hessen die bis dahin selbstständigen Gemeinden Gilserberg, Heimbach, Lischeid, Sachsenhausen, Schönau und Winterscheid freiwillig zur Großgemeinde Gilserberg. Für alle nach Gilserberg eingegliederten ehemals eigenständigen Gemeinden wurden Ortsbezirke mit Ortsbeirat und Ortsvorsteher nach der Hessischen Gemeindeordnung gebildet.

## Bevölkerung
Einwohnerstruktur 2011
Nach den Erhebungen des Zensus 2011 lebten am Stichtag, dem 9. Mai 2011, in Sachsenhausen 405 Einwohner. Darunter waren 6 (1,5 %) Ausländer.
Nach dem Lebensalter waren 84 Einwohner unter 18 Jahren, 180 zwischen 18 und 49, 75 zwischen 50 und 64 und 66 Einwohner waren älter.
Die Einwohner lebten in 168 Haushalten. Davon waren 45 Singlehaushalte, 39 Paare ohne Kinder und 60 Paare mit Kindern, sowie 21 Alleinerziehende und 3 Wohngemeinschaften. In 21 Haushalten lebten ausschließlich Senioren und in 120 Haushaltungen lebten keine Senioren.
Einwohnerentwicklung
| Quelle: Historisches Ortslexikon |                           |
| • 1557:                          | 13 Hausgesesse            |
| • 1585:                          | 18 Hausgesesse            |
| • 1639:                          | 4 Männer, 4 Witwen        |
| • 1681:                          | 10 Hausgesesse            |
| • 1743:                          | 7 Hofreiten, 44 Einwohner |

| Sachsenhausen: Einwohnerzahlen von 1776 bis 2011 | Sachsenhausen: Einwohnerzahlen von 1776 bis 2011 | Sachsenhausen: Einwohnerzahlen von 1776 bis 2011 | Sachsenhausen: Einwohnerzahlen von 1776 bis 2011 | Sachsenhausen: Einwohnerzahlen von 1776 bis 2011 |
| --- | ------------------------------------------------ | ------------------------------------------------ | ------------------------------------------------ | ------------------------------------------------ |
| Jahr |                                                  |                                                  |                                                  | Einwohner                                        |
| 1776 | 1776                                             |                                                  | 203                                              | 203                                              |
| 1800 | 1800                                             |                                                  | ?                                                | ?                                                |
| 1834 | 1834                                             |                                                  | 301                                              | 301                                              |
| 1840 | 1840                                             |                                                  | 329                                              | 329                                              |
| 1846 | 1846                                             |                                                  | 332                                              | 332                                              |
| 1852 | 1852                                             |                                                  | 350                                              | 350                                              |
| 1858 | 1858                                             |                                                  | 354                                              | 354                                              |
| 1864 | 1864                                             |                                                  | 360                                              | 360                                              |
| 1871 | 1871                                             |                                                  | 336                                              | 336                                              |
| 1875 | 1875                                             |                                                  | 338                                              | 338                                              |
| 1885 | 1885                                             |                                                  | 290                                              | 290                                              |
| 1895 | 1895                                             |                                                  | 248                                              | 248                                              |
| 1905 | 1905                                             |                                                  | 261                                              | 261                                              |
| 1910 | 1910                                             |                                                  | 291                                              | 291                                              |
| 1925 | 1925                                             |                                                  | 289                                              | 289                                              |
| 1939 | 1939                                             |                                                  | 312                                              | 312                                              |
| 1946 | 1946                                             |                                                  | 412                                              | 412                                              |
| 1950 | 1950                                             |                                                  | 386                                              | 386                                              |
| 1956 | 1956                                             |                                                  | 355                                              | 355                                              |
| 1961 | 1961                                             |                                                  | 327                                              | 327                                              |
| 1967 | 1967                                             |                                                  | 346                                              | 346                                              |
| 1980 | 1980                                             |                                                  | ?                                                | ?                                                |
| 1990 | 1990                                             |                                                  | ?                                                | ?                                                |
| 2000 | 2000                                             |                                                  | ?                                                | ?                                                |
| 2006 | 2006                                             |                                                  | 58                                               | 58                                               |
| 2011 | 2011                                             |                                                  | 60                                               | 60                                               |
| Datenquelle: Historisches Gemeindeverzeichnis für Hessen: Die Bevölkerung der Gemeinden 1834 bis 1967. Wiesbaden: Hessisches Statistisches Landesamt, 1968. Weitere Quellen: LAGIS; Gemeinde Gilserberg; Zensus 2011 |                                                  |                                                  |                                                  |                                                  |

Historische Religionszugehörigkeit
| Quelle: Historisches Ortslexikon |                                                                   |
| • 1861:                          | 341 evangelisch-reformierte (=100 %) Einwohner                    |
| • 1885:                          | 290 evangelische (=100 %) Einwohner                               |
| • 1961:                          | 295 evangelische (= 90,21 %), 32 katholische (= 9,79 %) Einwohner |

Historische Erwerbstätigkeit
| • 1776: | zwei Wagner, ein Schmied, ein Böttner, ein Schneider, 5 Leineweber, zwei Maurer, ein Pottaschensieder, ein Branntweinbrenner und -schenker, ein Müller, ein Schäfer, 6 Tagelöhner(-innen). |
| • 1838  | Familien: 20 Ackerbau, 25 Gewerbe, 24 Tagelöhner. |
| • 1961  | Erwerbspersonen: 107 Land- und Forstwirtschaft, 47 produzierendes Gewerbe, 7 Handel und Verkehr, 12 Dienstleistungen und Sonstiges                                                         |

## Politik
Für Sachsenhausen besteht ein Ortsbezirk (Gebiete der ehemaligen Gemeinde Sachsenhausen) mit Ortsbeirat und Ortsvorsteher nach der Hessischen Gemeindeordnung.
Der Ortsbeirat besteht aus fünf Mitgliedern. Bei den Kommunalwahlen in Hessen 2021 betrug die Wahlbeteiligung zum Ortsbeirat 63,93 %. Alle Kandidaten gehörten der „Freien Wählergemeinschaft Sachsenhausen“ an.

## Kirche
Die heutige Kirche wurde 1829 erbaut. Bei ihrer Renovierung in den Jahren 1990 und 1991 wurde der historische Innenanstrich zu einem kleinen Teil freigelegt und restauriert.

## Infrastruktur
- Kirche, Kindergarten, Dorfgemeinschaftshaus (ehem. Schule), Gaststätte und Festplatz
- Grundschule in der Kerngemeinde Gilserberg

## Sonstiges
- Veranstaltungen: Kirmes, Dorffest und Seniorennachmittage
- Sehenswürdigkeiten: Kirche und das alte Pfarr- u. Schulhaus